# Вокзальная часовня (Таганрог)
Вокзальная часовня — часовня, построенная в 1908 году на территории Таганрогского железнодорожного вокзала, со стороны железнодорожных путей. Разрушена в 1920-е годы.

## История
Закладка часовни, сооружаемой на территории станции «Таганрог» на добровольные пожертвования служащих железной дороги, состоялась 5 октября 1904 года.
Строительство велось в ознаменование рождения его Императорского Величества государя наследника цесаревича великого князя Алексея Николаевича.
Чин освящения совершил причт церкви Святого Архангела Михаила с хором, к которой приписали часовню. В фундамент заложили пергамент, помещённый в цинковую трубу. Текст послания гласил: «Ст. Таганрог, Екатерининской железной дороги. Часовня эта заложена 5 октября 1904 года в высокоторжественное первое тезоименитство Его Императорского Высочества Государя Наследника Цесаревича Великого Князя Алексея Николаевича, в царствование Государя императора Николая Второга, при министре путей сообщения князя Хилкова, наказном атамане войска Донского генерал-адъютанта Максимович, преосвященном Екатеринославской епархии Симеона; начальника Екатерининской железной дороги Шмидта; в присутствии начальника дорог д.с.с Валуева и служащих ст. Таганрог».
После закладки памятной доски в зале первого класса сервировали завтрак для начальствующих лиц и многочисленных приглашённых гостей. Первый тост был предложен за великого князя Алексея Николаевича. Завтрак, обильно приправленный многочисленными тостами и пожеланиями, затянулся до двух часов ночи.
По окончании строительства 22 октября 1908 года часовню освятили. Чин освящения исполнил причт церкви Святого Архангела Михаила.
В часовне длительное время хранилась Почаевская икона Божьей Матери, которую после установки самого большого колокола на звоннице Скараманговской церкви (Храм Иоанна Предтечи) с крестным ходом 21 ноября 1911 года перенесли в Скараманговскую церковь.
В 1923 году, под нажимом властей, на собрании железнодорожников было вынесено следующее постановление: «Принимая во внимание, что непосредственно на производстве нет читальни, просим местком закрыть на территории станции часовню и оборудовать в ней читальню». Часовню, опираясь на постановление, закрыли, забрав из неё всё, что было возможно. А поскольку большинство «путейцев» были неграмотными и читальня никому не была нужна, помещение передали под склад.
Разрушена часовня была в 1920-е годы.

## Авторство проекта
Авторство проекта часовни на сегодняшний день не установлено. При этом достоверно известно, что в 1887 году московский архитектор Ф. О. Шехтель работал над проектом часовни над плащаницей для таганрогской церкви во имя Святого Архангела Михаила, в которой в которой состоял церковным старостой М. Е. Чехов, дядя А. П. Чехова. Сам А. П. Чехов принимал активное участие в переговорах между архитектором и прихожанами, что отражено в его переписке с Ф. О. Шехтелем. Этот проект был первой церковной работой молодого архитектора.